# Sidney Dillon Ripley

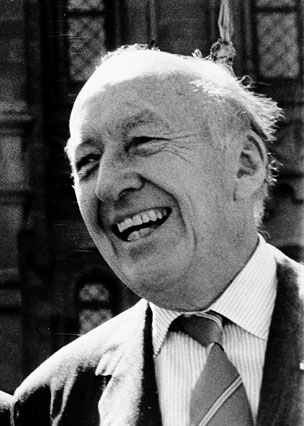

Sidney Dillon Ripley II (20 de setembro de 1913 - 12 de março de 2001) foi um ornitólogo e conservacionista da vida selvagem norte-americano. Foi secretário do Smithsonian Institution por 20 anos, de 1964 a 1984, conduzindo a instituição em seu período de maior crescimento e expansão. Por sua liderança no Smithsonian, ele foi premiado com a Medalha Presidencial da Liberdade por Ronald Reagan em 1985.

## Obras selecionadas
- The Land and Wildlife of Tropical Asia (1964; Series: LIFE Nature Library)
- Rails of the World: A Monograph of the Family Rallidae (1977)
- The paradox of the human condition : a scientific and philosophic exposition of the environmental and ecological problems that face humanity (1975)
- Birds of Bhutan, with Salim Ali and Biswamoy Biswas
- Handbook of the Birds of India and Pakistan, with Salim Ali (10 volumes)
- The Sacred Grove: Essays on Museums (London: Victor Gollancz Ltd, 1969)